# Chiba (Chiba)
Chiba (千葉市 Chiba-shi?) es la capital de la prefectura de Chiba en Japón. Ubicada al este-sudeste de Tokio en la bahía de Tokio, se conecta con Tokio por medio de la línea Sobu, la línea Keiyo y la línea Keisei Chiba.
La ciudad de Chiba es uno de los puertos principales de la región de Kanto. Aunque gran parte de ella es residencial, existen fábricas y establecimientos industriales a lo largo de la costa.
Hasta el 2003, la ciudad contaba con una población estimada de 909.497 habitantes y una densidad de 3.342,76 personas por km². La superficie total es de 272,08 km².
La ciudad fue fundada el 1 de enero de 1921.
La ciudad comprende 6 barrios (ku)
- Chūō-ku
- Hanamigawa-ku
- Inage-ku
- Midori-ku
- Mihama-ku
- Wakaba-ku

## Curiosidades
- Chiba es una de las primeras ciudades que vieron tocar en su época independiente al popular grupo de rock japonés X Japan.

- Chiba es nombrada en la novela Neuromante (1984), de William Gibson, novela de ciencia ficción, considerada precursora del movimiento Cyberpunk. La primera parte de la novela (capítulos I y II) se llama Los Blues de Chiba City.

- En 2017 y 2018 cambió su escudo oficial durante el día 31 de agosto en celebración del aniversario de lanzamiento del banco de voz Hatsune Miku para el software VOCALOID. El evento anual del personaje llamado Magical Mirai se llevó a cabo durante esos mismos días en la región.

## Ciudades hermanadas
Chiba está hermanada con las siguientes ciudades:
- North Vancouver, Canadá (1970)
- Asunción, Paraguay (1970)
- Houston, Texas, Estados Unidos (1972)
- Ciudad Quezón, Filipinas (1972)
- Tianjin, China (1986)
- Montreux, Suiza (1996)
- Wujiang, China (1996)